# Austrocarina recta
Austrocarina recta is een slakkensoort uit de familie van de Horaiclavidae. De wetenschappelijke naam van de soort is voor het eerst geldig gepubliceerd in 1903 door Hedley.